# Bråttensby och Landa landskommun
Bråttensby och Landa landskommun var en tidigare kommun i dåvarande Älvsborgs län.

## Administrativ historik
Kommunen bildades som en gemensam kommun av båda socknarna Landa socken och Bråttensby socken i Kullings härad i Västergötland när 1862 års kommunalförordningar trädde i kraft.
Vid kommunreformen 1952 upplöstes landskommunen och Landadelen uppgick i Vårgårda landskommun som 1971 ombildades till Vårgårda kommun, medan Bråttensbydelen uppgick i Herrljunga landskommun som 1971 ombildades till Herrljunga kommun.